# Argantzun
Argantzun (en castellà i oficialment, La Puebla de Arganzón) és un municipi de la província de Burgos el qual juntament amb el municipi de Comtat de Treviño forma l'enclavament de Treviño, ja que es troba envoltat per la província d'Àlaba. La superfície del municipi és de 18,87 km² amb una població de 457 habitants
El municipi està format per dos nuclis de població, el d'Argantzun (el més important) i el de Villanueva de la Oca, un petit nucli de caràcter rural.
Al seu territori es va desenvolupar la batalla de Conchas de Arganzón el 801. Argantzun sorgeix com refundació de l'antic nucli d'Arganzón, que ja apareix citat l'any 871 i que va desaparèixer a mitjans del segle xviii. Argantzun es fundà al final del segle xii en el context de les lluites frontereres entre Castella i Navarra, obtenint fur de població atorgat per Alfons VIII de Castella en l'any 1191.
Gran part del seu traçat medieval, en forma de barca que s'estira de nord a sud roman encara avui, tanmateix noves urbanitzacions han fet créixer la seva mida i població en els darrers anys.
Actualment la majoria de la població i dels seus representanta polítics opten per la integració a la Comunitat autònoma del País Basc, però l'estatut d'autonomia de Castella i Lleó no deixa en mans dels dos municipis de l'enclavament la decisió sobre aquest punt.

## Demografia
| 1897 | 1900 | 1910 | 1920 | 1930 | 1940 | 1950 | 1960 | 1970 | 1981 | 1991 | 2001 | 2006 |
| ---- | ---- | ---- | ---- | ---- | ---- | ---- | ---- | ---- | ---- | ---- | ---- | ---- |
| 621  | 622  | 625  | 680  | 636  | 617  | 613  | 568  | 506  | 501  | 232  | 404  | 460  |